# Parapinnixa affinis
Parapinnixa affinis é uma espécie de crustáceo da família Pinnotheridae.
É endémica dos Estados Unidos da América.